# ジョージ・パーキンス・メリル
ジョージ・パーキンス・メリル（George Perkins Merrill、1854年5月31日 - 1929年8月15日）は、アメリカ合衆国の地質学者である。隕石、隕石クレーターの研究などを行った。
メイン州、Auburn に生まれた。メイン大学 (University of Maine)、コネチカット州のウェズリアン大学、ジョンズ・ホプキンス大学で学んだ後、1881年にスミソニアン博物館の学芸員となった。1893年から1916年までジョージ・ワシントン大学（当時はColumbian大学）の地質学、鉱物学の教授も務めた。1897年に博物館の学芸員の長に任じられた。
1922年に全米科学アカデミーの会員に選ばれ、J・ローレンス・スミス・メダルを受賞した。

## 著書
- Stones for Building and Decoration (1891; third edition, 1903)
- A Treatise on Rocks, Rock-Weathering, and Soils (1897; second edition, 1906)
- The Non-Metallic Minerals (1904; second edition, 1910)
- The Fossil Forests of Arizona (1911)
- The First Hundred Years of American Geology (1924)

## ジョージ・パーキンス・メリル賞
メリルの妻の寄付により基金が設けられ、全米科学アカデミーにジョージ・パーキンス・メリル賞 (George P. Merrill Award) が設けられた。

### 受賞者
- 1970年: Klaus Keil
- 1972年: Roman A. Schmitt
- 1980年: Robert N. Clayton
- 1984年: ズデネェック・セプレハ (Zdenek Ceplecha)
- 1987年: Günter W. Lugmair